# Ciclo di Malaussène
Il ciclo di Malaussène, detto anche serie di Belleville, è un ciclo di romanzi scritti da Daniel Pennac. I due nomi derivano dal protagonista dei romanzi, Benjamin Malaussène, e dal quartiere di Parigi (Belleville appunto), in cui sono ambientati.
Nel 1985 Pennac, già autore di alcuni libri per l'infanzia e di un saggio, comincia il ciclo in seguito ad una scommessa. In tali romanzi i fratelli di Benjamin non crescono, rappresentando ciascuno sempre la stessa fascia di età, pur evolvendo.
I primi quattro romanzi sono stati chiamati da Pennac il "Quartetto di Belleville".

## Romanzi del ciclo
Fanno parte del ciclo dedicato alla famiglia Malaussène i seguenti romanzi
(le date si riferiscono all'anno della prima edizione rispettivamente italiana e francese):
- Il paradiso degli orchi, 1991 (Au bonheur des ogres, 1985);
- La fata carabina, 1992 (La fée carabine, 1987);
- La prosivendola, 1991 (La petite marchande de prose, 1989); si noti che l'edizione italiana de La prosivendola è apparsa prima de La fata carabina, pur essendo il suo naturale sviluppo narrativo.
- Signor Malaussène, 1995 (Monsieur Malaussène, 1995);
- Ultime notizie dalla famiglia, 1997 (l'edizione italiana accorpa due libri Monsieur Malaussène au théâtre del 1995 e Des Chretiens et des maures del 1996);
- La passione secondo Thérèse, 1999 (Aux fruits de la passion, 1999);
- Il caso Malaussène. Mi hanno mentito, 2017 (Le cas Malaussène 1 - Ils m'ont menti, 2017);[1][2]
- Capolinea Malaussène. Il caso Malaussène 2, 2023 (Terminus Malaussène - Le cas Malaussène 2, 2023).[3]

## I personaggi del ciclo Malaussène

### La tribù Malaussène

#### La mamma
("Era graziosa come una mamma. E ancora giovane come una mamma. Ed era incinta fino ai capelli, come una giovane e graziosa mamma") La signora Malausséne è sui 40-45 anni (il suo primo figlio è nato quando lei aveva 14 anni). È rimasta incinta per sette volte, e sempre di uomini diversi con cui fugge in preda alla passione. In pratica non è mai a casa. Ne Il paradiso degli orchi si intuisce il suo legame con un tale Robert da cui fugge, incinta di Verdun, proprio alla fine del suddetto libro. Nel successivo, La fata carabina, dopo aver partorito lascia tutto e tutti diretta a Venezia con l'ispettore Pastor. Tornerà da Venezia in Signor Malaussène, per la prima volta non incinta, e fuggirà alla fine del romanzo con l'illusionista Barnabè, amico d'infanzia di Julie.

#### Benjamin
È il protagonista della serie, nonché primogenito della famiglia Malaussène. La sua età si aggira intorno ai 30 anni, ed è un giovane colto, dall'animo buono e gentile. Anche se laureato in legge, non ha mai avuto un lavoro fisso... almeno finché non è diventato capro espiatorio ("Lei ha un vizio raro, Malaussène: compatisce"): prima presso un grande magazzino e, dalla fine del primo romanzo in poi, presso le Edizioni del Taglione. È il capofamiglia della tribù, composta da almeno dieci tra fratellastri, sorellastre, nipoti e cane. Il suo mestiere di capro sembra quasi essere una vocazione che egli mette in atto alla perfezione per ogni crimine che la polizia si trova davanti: e soprattutto è una delle cause principali per cui finisce nei guai più spesso di qualsiasi altro essere umano. Gli vennero prelevati tutti gli organi dal disgraziato dottor Berthold, ma lo stesso venne costretto a impiantargliene altrettanti da un donatore (Krämer, l'assassino di Clarence Sant'Inverno, fidanzato di Clara, ucciso il giorno del loro matrimonio) che risulterà (incredibile, ma vero) istocompatibile.

#### Julie Corrençon
È l'amore (corrisposto) di Ben. Si conoscono ne Il paradiso degli orchi all'interno del grande magazzino farcito di bombe. È una freelance, figlia di un ex governatore coloniale (l'uomo delle indipendenze o l'infossatore dell'impero),
È una donna indipendente ed estremamente coraggiosa: per esempio si è operata da sola di appendicite su una barca nel bel mezzo del Pacifico. Viene torturata quasi a morte in La fata carabina, ma ritroverà tutto il suo smalto (e soprattutto si renderà conto di tutto il suo amore) ne La prosivendola, quando tutto farà pensare che sia diventata una crudele vendicatrice della (quasi) morte di Benjamin. Nel Signor Malaussène avrà un figlio con Benjamin.

#### Louna
La sorella infermiera (19 anni, "di poco maggiorenne", all'inizio della serie), che conosciamo nel primo libro del ciclo, è incapace di decidere tra un'interruzione di gravidanza e l'interruzione del suo rapporto d'amore col dottor Laurent. Per lei non ci sarà nessun abbandono: avrà due gemelle e non perderà l'amore.

#### Clara
La sorella fotografa. All'inizio del ciclo ha diciassette anni e sta per diplomarsi al liceo classico. Fotografa tutto quello che le capita a tiro. Madre di È Un Angelo, figlio di Sant'Inverno, è la sorella prediletta di Benjamin, forse perché, come egli stesso dice, è stato lui a farla nascere ed è la donna che avrebbe amato se non fossero stati fratelli.

#### Thérèse
Di un anno più giovane di Clara, ha il dono della preveggenza. Ha un rapporto odio-amore con il fratello Jérémy, che (scettico delle sue doti) la prende in giro. Le sue previsioni risultano sempre, ed incredibilmente, vere, tanto che anche nelle ore più disperate (La prosivendola) tutta la famiglia è tranquilla per la sua affermazione "Ben morirà nel suo letto all'età di novantatré anni". Viene descritta come "tutta gomiti e ginocchia".

#### Jérémy
Undicenne nel primo libro, è un ragazzino molto vivace (perennemente sospeso da scuola). Ha dato fuoco alla scuola ustionandosi quasi a morte, ma il dottor Marty lo ha salvato ed è diventato il suo toubib (medico) per eccellenza. Jérémy decide di fatto i nomi dei bambini venuti dopo di lui e afferma, dopo le sue vicissitudini da pronto soccorso, di voler diventare a sua volta medico. La Regina Zabo lo spinge a diventare scrittore.

#### Il Piccolo (Le Petit)
Ha sei anni nel primo libro. È il fratellino con gli occhiali rosa, i cui incubi si placano solo se gli occhiali gli vengono calcati in viso. In Ultime notizie dalla famiglia va alla ricerca di suo padre.

#### Verdun
Sorellina alla quale Jérèmy ha dato questo nome in ricordo di un vecchietto veterano dell'omonima battaglia, nasce nel romanzo La fata carabina. L'ispettore Van Thian le fa da balia fino alla nascita di È Un Angelo (in La prosivendola).

#### È Un Angelo (C'Est Un Ange)
Figlio di Clara, viene concepito e nasce nel romanzo La prosivendola. Il nome viene dato da Jérémy nel 46º capitolo con l'indicazione di scriverlo con tutte le parole separate e tutte maiuscole.

#### Julius Il Cane
Il cane, con crisi epilettiche, latrici di sventure, e dall'alito pestilenziale. Questa sua ultima caratteristica garantisce velocità negli spostamenti in taxi.

#### Signor Malaussène
Figlio di Benjamin e di Julie, è a lui che Benjamin parla per tutta la durata di Signor Malaussène, quarto capitolo della saga, e nascerà proprio nell'ultimo capitolo di questo volume, partorito però dalla suora Gervaise.

#### Maracuja
Figlia di Therese, compare in La Passione Secondo Therese. Il suo nome significa "Frutto della Passione" in portoghese, il primo nome scelto da Jérémy e approvato da Thèrese che ha perso le sue doti di veggente aprendosi all'amore.

### Altri personaggi

#### Thèo
Amico omosessuale di Benjamin e "zia" di tutta la tribù, è un personaggio chiave per la famiglia specie nel primo episodio del ciclo ("Il paradiso degli orchi"), in cui cercava di curare la solitudine di numerosi vecchietti, dando loro il permesso di girovagare, sbirciare, fare tutto quello che avessero voluto all'interno del reparto di bricolage dei Grandi Magazzini.

#### Stojil
Vero nome Stojilkovic, è un ex militare iugoslavo, guardia privata al Grande Magazzino nel primo libro della serie e abilissimo avversario di scacchi di Ben. Ne La fata carabina arma ed addestra le vecchiette all'autodifesa; per questo viene arrestato ed internato nel carcere di Sant'Inverno, dove si mette in testa di tradurre Virgilio in serbocroato. Muore tuttavia prima di portare a compimento la sua opera, dopo gli avvenimenti de La Prosivendola; il suo ultimo scambio con Benjamin, poco prima della sua dipartita, viene narrato in Signor Malaussène.

### I Grandi Magazzini

#### Lehmann
Ex-sottufficiale, successivamente iracondo diretto superiore di Benjamin ai Grandi Magazzini. Tra i suoi ruoli, quello di cazziare il Capro Espiatorio e dargli il pretesto di impietosire i clienti e spingerli a ritirare il proprio reclamo. In Signor Malaussène, ricompare alla prima prova dello spettacolo di Jeremy, in cui recita nella parte di sé stesso; viene spiegato che è andato in pensione. Si scopre più in là che era uno degli uomini di Sainclair nel suo grande disegno criminale. È inoltre l'assassino di Clement Clement.

#### Sainclair
Membro del Consiglio di Amministrazione dei Grandi Magazzini. È l'ideatore del fantasioso ruolo di Capro Espiatorio a cui Benjamin si presta durante Il paradiso degli orchi, stratagemma atto a tagliare i costi della manutenzione dei prodotti messi in vendita ogni giorno e a evitare i reclami da parte della clientela. È un uomo serio e fascinoso, perfettamente inquadrato nel suo ruolo dirigenziale. Prima impedisce a Benjamin di licenziarsi per via di un'inesistente imposizione da parte della polizia; lo licenzierà verso la fine del romanzo quando Benjamin renderà pubblico il proprio ruolo di Capro Espiatorio tramite l'articolo scritto da Julie Corrençon. Viene citato di sfuggita in La fata carabina (quando Pastor e Van Thian stanno indagando sulla figura di Benjamin Malaussène nel suo precedente luogo di lavoro) e ricompare come personaggio in Signor Malaussène, dove si scopre che ha abbandonato i Grandi Magazzini e ha fondato una rivista di argomento medico chiamata 'Affezione'. Sempre in Signor Malaussène, si scoprirà come il principale artefice degli omicidi di prostitute su cui indaga Gervaise Van Thian: per sostenere la sua rivista rapiva e uccideva le prostitute precedentemente tatuate da Gervaise per estrarvi chirurgicamente le sezioni epidermiche tatuate e rivendere le opere d'arte al produttore cinematografico Ronald de Florentis, inconsapevole della loro macabra provenienza. Nel rapire le prostitute, si faceva aiutare dalla fidanzata Marie-Ange Courrier, anch'ella prostituta redenta da Gervaise, da cui alla fine verrà uccisa in un omicidio-suicidio dopo un rapporto sessuale. Parallelamente ai rapimenti di prostitute, ha collaborato con il Re dei Morti Viventi, eminenza del cinema commerciale di basso livello, per procurargli il Film Unico di Job Bernardin. A casa di Job, nel Vercors, ha ucciso Job (dopo averlo obbligato a firmare un contratto con il Re dei Morti Viventi), il figlio, Matthias Fraenkhel (a cui ha inoculato un virus chiamato fascillite necrotizzante per filmarne la morte e includerla nel finale del Film Unico rubato), e una giovane studentessa coinvolta nel pellegrinaggio enologico di Benjamin e Julie. Nell'affaire delle prostitute, nel triplice omicidio nel Vercors e nel furto del Film Unico, il capro espiatorio designato da Sainclair era ovviamente Benjamin Malaussène, che per questo è stato addirittura incarcerato.

#### Cazeneuve
Guardia ai Grandi Magazzini e odiato rivale di Benjamin Malaussène. In Signor Malaussène, ricompare come sottoposto di Sainclair ed esecutore materiale del furto del Film Unico.

### Le Edizioni del Taglione
Le Editions du Talion, casa editrice di libri di elevata qualità letteraria. Quasi tutti i suoi guadagni sono dovuti alla pubblicazione di best seller di dubbio valore letterario, scritti da un ignoto che si firma J.L.B.

#### Regina Zabo (reine Zabo)
Titolare delle Edizioni del Taglione, è lei la prosivendola. Il suo vero nome è Isabelle: ha il corpo minutissimo dalla testa spropositata e mani paffute. Quasi sicuramente anoressica. È cresciuta nella spazzatura delle strade parigine, figlia del Calvo, immigrato polacco e figura centrale delle guerre tra stracciaioli di Parigi durante la Seconda Guerra Mondiale. Durante l'infanzia ha sviluppato la propria bibliofilia, per cui ha un talento naturale. Sempre nella spazzatura, ha conosciuto l'amico d'infanzia Loussa de Casamance. I loro genitori si sarebbero successivamente uccisi a vicenda in una contesa territoriale.

#### Loussa de Casamance
Senegalese esperto in letteratura cinese, è il miglior specialista della capitale. Imparò il cinese su richiesta della regina Zabo (amica d'infanzia) che prevedeva l'immigrazione asiatica e dunque un nuovo mercato letterario. Ama da sempre la sua Isabelle, ma lei ha deciso da tempo di rimanere "inviolabile".

### Quelli del quartiere Belleville

#### Belleville
È un quartiere ad est della capitale, caratterizzato da una singolare immigrazione e abitato da popolazioni di differenti lingue, nazionalità e culture. A diverse ondate vi sono infatti giunti inizialmente armeni e polacchi, poi ebrei, magrebini (algerini e tunisini), africani dell'Africa occidentale e, a partire dagli anni ottanta, asiatici (vietnamiti, cinesi ed altri).

#### Mo il Mossi
Il grande nero è un piccolo delinquente.

#### Simon il Cabila
Il piccolo rosso è sempre in coppia con il Mossi.

#### Hadouch Ben Tayeb
Compagno di liceo di Benjamin, è l'unico allievo del corso propedeutico all'École Normale Supérieure ad aver scelto come indirizzo il gioco delle tre carte.

#### Yasmina
Madre di Hadouch, e in pratica anche di tutta la tribù dei Malaussène.

#### Amar
Padre di Hadouch, gestisce un ristorante a Belleville, da sempre tana/rifugio/ritrovo di Ben e degli altri della tribù.

#### Six La Neve (Cissou la neige)
Il signor Beaujeu, cocainomane con la mappa della vecchia Place des Fêtes tatuata in tutto il corpo.
Di giorno era un fabbro agli ordini dell'ufficiale giudiziario La Herse, apriva con la forza le abitazioni dei pignorati.
Di notte, scambiava gli elettrodomestici e i mobili buoni con roba vecchia nelle case di Belleville in cui sarebbe andato la mattina dopo con La Herse.
Anche per lui, è stato Jeremy a sceglierne il soprannome. 
(Signor Malaussène)
È molto vicino a Gervaise (in quanto amico del defunto Van Thian) e a Suzanne O'cchiazzurri, la gestrice dell'ultimo cinema di Belleville, lo Zebre. Prenderà sotto la sua ala il giovane Clement Clement, che gli farà da assistente nei suoi traffici notturni. Si suiciderà una mattina, dopo aver visto la zebra sulla facciata del cinema sparire, colpo di grazia per lui, che aveva visto sparire nel corso degli anni la Belleville che conosceva. Il suo cadavere meravigliosamente tatuato sarà al centro di un conflitto tra la polizia e i misteriosi sequestratori di prostitute tatuate.

### I poliziotti

#### Caregga
Ispettore praticante, con sempre addosso, sia in estate che in inverno, il suo giubbotto di pelle con il collo in pelliccia. Salva più volte la vita a Benjamin, a partire da Il paradiso degli orchi, in cui evita che il Capro Espiatorio venga linciato in quanto sospettato di aver piazzato le bombe ai Grandi Magazzini.

#### Rabdomant
Commissario di divisione, compare la prima volta ne Il paradiso degli orchi quando indaga sulle bombe nel magazzino in cui lavora Malaussène. Ha con Ben un rapporto conflittuale: da una parte è decisamente infastidito dalla sua invadente immacolata innocenza che, essendo ripetutamente scambiata per colpevolezza, distrae le indagini; dall'altra vuole bene al capro e alla sua Tribù. Va in pensione in Signor Malaussène, ma tornerà per scagionare Ben. Nella versione originale francese, il suo nome è Commissaire Coudrier; è uno dei pochi personaggi a cambiare nome nella traduzione in italiano, per via di un gioco di parole presente nella prima descrizione del personaggio. Ha una profonda ammirazione per Napoleone (che sembra ricalcare con il suo aspetto e la sua preferenza per l'arredamento stile Impero del suo ufficio).

#### Van Thian
Ispettore di origine asiatica, per svolgere le indagini si spaccia per la vedova Ho (Chi-Min) vietnamita, ma praticamente tutto il quartiere lo sa (con l'eccezione apparente della Tribù Malaussène, che non lo riconosce quando irrompe con un pretesto in casa loro per fare da diversivo per conto di Pastor). Dalla prima volta che capita in casa Malaussène, sembra essere l'unico a poter calmare la piccola Verdun. Ha la voce di Gabin. Muore in La prosivendola per mano di Kramer, che ucciderà come aveva predetto la madre di Teston, che gli aveva chiesto di vendicare la morte del figlio.

#### Pastor
È uno dei protagonisti de La fata carabina, in cui indaga sul misterioso ritrovamento di una Julie Corrençon in stato comatoso. Tramite il pedinamento di Edith Ponthard-Delmaire, spacciatrice, smaschererà tutto il giro criminale di narcotraffico in cui sono invischiati il commissario Cercaire e la pubblica amministrazione. In un confronto finale tra lui, Cercaire e l'architetto Ponthard-Delmaire, ucciderà Cercaire, facendolo passare per un suicidio, e costringerà l'architetto a firmare una confessione che lo incornicia come mente dietro il traffico di droga tra gli anziani di Belleville. Attraverso il romanzo, si viene anche a sapere della sua infanzia, passata sotto la cura del Consigliere, inventore storico della Previdenza Sociale, e di Gabrielle, sua consorte. Pastor porta nel cuore i due genitori adottivi e se è entrato nella polizia è proprio per vendicare la loro morte, in quanto il Consigliere e la moglie sono stati uccisi perché era venuto a sapere di certi malaffari nella pubblica amministrazione; questo offre un ulteriore movente personale alle sue azioni durante l'indagine. Al termine del romanzo, lascia la polizia e scappa con la signora Malaussène a Venezia, di cui si era innamorato. Scopriamo, in Signor Malaussene, che era gravemente malato e che è morto proprio durante il soggiorno veneziano. Il successore del Commissario Rabdomant, il suo genero Legendre, tenterà di riesumare le indagini di Pastor e ne esalterà le numerose zone d'ombra negli atti; sarà il Commissario Rabdomant, ormai in pensione, a consegnare al genero una confessione post-mortem di Pastor, in cui chiarisce le sue responsabilità nella morte di Cercaire.

#### Vanini
Ispettore di polizia, ucciso da una anziana ne La fata carabina. Per il poco che compare da vivo, si intende che è animato da ideali 'frontalmente nazionalisti' e razzisti. Prima della morte era l'orgoglio del Commissario Cercaire, in contrapposizione al rapporto tra Rabdomant e Pastor, per il suo talento in materia di anti-sommossa. Compare brevemente ne Il paradiso degli orchi, durante un interrogatorio nella seconda metà del romanzo, in cui trattiene Benjamin insieme a Caregga.

#### Cercaire
Commissario a capo della narcotici, compare ne La fata carabina. È l'incarnazione dell'uomo virile e all'inizio del libro sembra essere a capo della guerra della polizia parigina contro la diffusione della droga, soprattutto tra gli anziani. Nell'esercizio della sua professione, non sembra immune a stereotipi di natura razziale, soprattutto contro gli arabi, come fa intendere dal primo e ultimo dialogo che scambia con Benjamin. Alla fine del romanzo si scopre che era proprio lui, in combutta con la pubblica amministrazione e l'architetto Ponthard-Delmaire, l'uomo dietro la diffusione di sostanze stupefacenti tra gli anziani, che spingeva così alla morte o alla pazzia per poterne rilevare le abitazioni e farne lievitare il valore tramite l'intervento del rinomato architetto. Viene ucciso senza esitazione da Pastor durante il confronto finale a tre (lui, Pastor e Ponthard-Delmaire).

#### Bertholet
Ispettore sotto il comando del Commissario Rabdomant. Di lui non si sa molto, al di là di sporadiche apparizioni in cui emerge la sua inettitudine e le sue metodologie indelicate. In La prosivendola, il suo comportamento è all'origine di una rivolta di prigionieri nel carcere di Champrond, quando la polizia accorre a seguito della morte di Sant'Inverno.

#### Gervaise
Suora, figlia di Janine la Gigantessa, ex prostituta e moglie dell'ispettore Van Thian, è stata adottata da quest'ultimo, che l'ha sempre considerata sua figlia. La sua occupazione è quella di redimere le prostitute, e, nel romanzo Signor Malaussène chiede di diventare Ispettore di Polizia per poter meglio proteggere le prostitute. Partorirà alla fine del romanzo il figlio di Benjamin e Julie. Ne La passione secondo Therese, aprirà un asilo nido chiamato 'I frutti della passione', in cui si prende cura dei cosiddetti puttanocchi (i figli delle prostitute).

### I medici

#### Laurent
(Il paradiso degli orchi.)
Marito di Louna, con cui ha trascorso un intero anno chiuso in camera da letto leggendo e facendo l'amore. Lo conosciamo ne Il paradiso degli orchi in procinto di lasciare Louna a causa della gravidanza non voluta, ma si occuperà lo stesso di Julius durante il suo primo attacco epilettico. Alla fine de Il paradiso degli orchi deciderà di non lasciare Louna e accetterà di diventare padre di due gemelle.

#### Marty
(La fata carabina.)
Dalla sua prima apparizione, durante la quale si occupa della salute di Jérémy, diventa di fatto il medico di fiducia della tribù. Ricompare una seconda volta ne La fata carabina, in cui discute animatamente con Berthold nel merito delle pesanti terapie farmacologiche a cui viene sottoposta Julie. Quando Benjamin finisce in coma, entra in contrasto con il collega Berthold, che ritiene Malaussène spacciato e vuole staccargli la spina. Marty, dal canto suo, persiste nel curarlo, nonostante lo scetticismo scientifico che condivide col collega, in virtù di due eventi miracolosi a cui aveva assistito con protagonista Therese (la morte di Verdun, confortato sul letto di morte da quest'ultima, e la 'resurrezione' di Van Thian, avvenuta dopo una serie di confronti con la ragazza). Tuttavia, si reca in Giappone proprio mentre Benjamin è in coma e per questo Berthold potrà prelevare gli organi al nostro eroe. Ha la passione di 'collezionare' individui che lui definisce cretini geniali, ossia persone che normalmente passerebbero come idioti e che tuttavia sono straordinariamente dotate nel proprio ambito.

#### Berthold
Chirurgo geniale, è in eterno conflitto con il di gran lunga più carismatico Marty. Compare per la prima volta ne La fata carabina, in cui ha un diverbio professionale con Marty circa il pesante trattamento farmacologico con cui sta curando Julie. Insieme al collega si occuperà anche di Benjamin Malaussène ne La prosivendola, anche in questo caso con importanti divergenze professionali; a differenza di Marty, infatti, Berthold è pienamente intenzionato a staccare la spina al Benjamin comatoso, ritenendolo senza speranze di miglioramento. Nonostante venga fatto desistere dall'opzione dell'eutanasia (prima da Marty e poi da Jeremy), quando il collega si assenta per un viaggio in Giappone inizia ad approfittarsi del corpo di Benjamin per numerosi trapianti e trasfusioni. Ad ogni modo, sarà il salvatore di Malaussène verso la fine del romanzo, tramite un trapianto totale di tutti gli organi mancanti a Benjamin dal corpo senza vita di Kramer, che possiede un'insospettabile istocompatibilità col Capro Espiatorio. Anche in Signor Malaussène, il suo ruolo sarà sia di carnefice che salvatore; se in un primo momento opererà un aborto a Julie Corrençon sulla base di una lettera del ginecologo Mathias Fraenkhel (falsificata per interrompere anzitempo 9 gravidanze), verso la fine del romanzo si scoprirà che grazie alle sue prodigiose doti chirurgiche è riuscito a salvare il feto inserendolo in tempo nel grembo di Gervaise, arrivata al pronto soccorso dopo essere stata investita.

#### Postel-Wagner
Medico-patologo, amico della famiglia e consulente della polizia, fornisce un prezioso contributo nella risoluzione del caso dei tatuaggi in Signor Malaussène. È stato studente del dottor Mathias Fraenkhel ed è un caro amico di Gervaise Van Thian tramite la moglie, sua compagna d'università. Oltre alla sua attività di medico legale all'obitorio, ha l'abitudine di visitare gli abitanti del quartiere che gli chiedono aiuto. Farà nascere proprio nell'obitorio in cui lavora Signor Malaussène.
Mathias Fraenkhel
Ginecologo, figlio di Job e Liesl Bernardin e padre di Barnabè. È il ginecologo curante di Julie Corrençon, che ha fatto nascere personalmente. Compare per la prima volta in Il paradiso degli orchi, in cui viene ospitato in un convegno di anti-abortisti. In Signor Malaussène, fa la conoscenza di Benjamin, che si rivolge a lui per occuparsi della gravidanza di Julie. Si allontanerà da Parigi in occasione della morte della madre, che seppellirà nella sua Austria natale. In seguito giungerà una lettera a Julie e Benjamin, in cui il medico spiega che la gravidanza è a rischio e che è necessaria l'interruzione. In realtà, non è stato Mathias a scrivere la lettera, ma degli aguzzini che lo hanno rapito insieme al padre nella loro casa nel Vercors; muore per mano di Sainclair, l'artefice dell'inganno, che gli inocula un virus chiamato fascillite necrotizzante, che lo uccide in poco tempo. Sul passato di Mathias, viene spiegato da Julie che Mathias è un superstite dell'Olocausto, immolatosi per proteggere la moglie Sarah, da cui ha preso il cognome e con cui ha avuto il figlio Barnabè. Alla fine del romanzo si scopre inoltre che Mathias era il protagonista del Film Unico dei genitori, Job e Liesl: il film ripercorre la sua vita, con una serie di registrazioni della sua crescita con in sottofondo la voce di Liesl. Il suo omicidio verrà aggiunto indebitamente da Sanclair, il suo stesso omicida.